# ベシー・クーパー
ベシー・ベリー・クーパー（Besse Berry Cooper、1896年8月26日 - 2012年12月4日）は、かつて世界最高齢だったアメリカの女性。元教師。アメリカの老人学研究団体ジェロントロジー・リサーチ・グループによって認定された、1896年生まれの最後の生き残りであった。
テネシー州で生まれ、ルーサー・クーパーと1924年に結婚するが1963年に未亡人となる。ビアトレス・ファーベが2009年1月19日に死去したことによりジョージア州での長寿一となり、ユーニス・サンボーンが2011年1月31日に死去し長寿世界一と認定される。しかし2011年5月18日にブラジルのマリア・ゴメス・ヴァレンチンが世界最高齢と認定され、48日差で2位となった。約1ヶ月後の6月21日にバレンティンが死去したため、改めて世界最高齢と認定された。他人のことは気にせず、ジャンクフードを食べないことを長生きの秘訣に挙げていた。4人の子どもをもうけ、114歳の時点で12人の孫がいた。
2012年の116歳の誕生日には、地元ウォルトンに建設された橋に彼女の名前が付けられた。かつてクーパーが教鞭をとった学校はここから数マイルの場所にある。
2012年12月4日、ジョージア州アトランタ近くの老人ホームにて116歳100日で死去。イタリア生まれのアメリカ人女性のディーナ・マンフレディーニが世界最高齢となった。